# Спас на Крови
Храм Воскресения Христова на крови́ (Спа́с на Крови́) — православный храм-памятник в Санкт-Петербурге, сооружённый на месте, где 1 марта (по ст. стилю) 1881 года в результате покушения был смертельно ранен император Александр II (выражение на крови указывает на кровь царя). Храм был построен как памятник царю на средства, собранные по всей России. На постройку храма и связанных с ним зданий (ризницы, служительского дома и проч.) израсходовано 4 606 756 р. 58½ к.
Расположен в историческом центре Санкт-Петербурга на берегу канала Грибоедова рядом с Михайловским садом и Конюшенной площадью. Высота девятиглавого храма — 81 м, вместимость — до 1600 человек. Является памятником русской архитектуры.
Храм был возведён по указу императора Александра III в 1883—1907 годах по совместному проекту архитектора Альфреда Парланда и архимандрита Игнатия (Малышева). Выполнен в русском стиле, несколько напоминает московский собор Покрова на Рву. Строительство длилось 24 года. 19 августа (1 сентября) 1907 года собор был освящён в честь Воскресения Христова. Имеет статус музея (музейный комплекс «Государственный музей-памятник „Исаакиевский собор“») и православного храма (действует приход).

## История

### Временная часовня
Уже 2 марта на чрезвычайном заседании Городская дума просила вступившего на трон императора Александра III «разрешить городскому общественному управлению возвести… на средства города часовню или памятник». Тот ответил: «Желательно было бы иметь церковь… а не часовню». Однако всё же было решено поставить временную часовню.
Разработать проект поручили архитектору Леонтию Бенуа. Работы велись быстро, так что 17 апреля 1881 года часовня была освящена, в ней стали проводить памятные панихиды. Думе это практически ничего не стоило: поставил часовню на свои деньги купец первой гильдии Громов, строительные работы оплатил купец Милитин, он же стал старостой. Эта часовня оставалась на набережной вплоть до начала строительства храма — до весны 1883 года, после чего была перенесена на Конюшенную площадь, где простояла ещё девять лет и была окончательно разобрана.

### Архитектурный конкурс
Сразу после убийства была создана комиссия по увековечению памяти Александра II, а также объявлен конкурс на лучший проект храма. В установленный срок к полудню 31 декабря 1881 года были представлены 26 анонимных проектов. Конкурс привлёк многих знаменитых архитекторов того времени, среди них были: Иероним Китнер, Иван Богомолов, Виктор Шрётер, Андрей Гун, Леонтий Бенуа и другие. Архитекторы располагали обширным участком по обе стороны Екатерининского канала, включая часть Михайловского сада, пожертвованную великой княгиней Екатериной Михайловной. Комиссия отобрала 8 лучших проектов, а победителем признала работу в русско-византийском стиле под названием «Отцу Отечества» работы Антония Томишко. Второй премией был удостоен проект «1 марта 1881 года» академиков Иеронима Китнера и Андрея Гуна, третьей — замысел архитектора Леонтия Бенуа. 23 марта 1882 года в Гатчине проекты были продемонстрированы императору Александру III, но ни один из них не получил одобрения. Императором было принято решение, чтобы возводимый храм вобрал в себя черты русской архитектуры, какими обладают церкви XVII веков, особенно в Ярославле. Кроме того, следовало оформить место гибели императора внутри храма в виде отдельного придела.
Вскоре последовал второй конкурс. Уже 28 апреля 1882 года члены комиссии приступили к отбору из 31 лучшего проекта. В этот раз в списке номинантов появились новые громкие имена: Роберт Гёдике, Альберт Бенуа, Андрей Павлинов, Роман Кузьмин, Александр Обер, Николай Султанов, Александр Резанов и другие. Все представленные проекты также были отклонены Александром III.
После разработки новых проектов был выбран проект архитектора Альфреда Парланда и настоятеля Троице-Сергиевой пустыни архимандрита Игнатия (Малышева), который впоследствии от строительства отошёл. Этот проект был одобрен императором 29 июня 1883 года с условием его последующей доработки под наблюдением профессора Давида Гримма, окончательно проект был утверждён только 1 мая 1887 года. В создании храма принимали участие: помощники профессора Парланда архитектор Виктор Фиделли и Д. А. Орехов; художник Николай Бодаревский, мозаичист Владимир Фролов, бронзовых дел мастер Фёдоров и другие.

### Строительство храма
Торжественная закладка храма состоялась 6 (18) октября 1883 года. В комиссию по строительству храма, возглавлявшуюся Великим князем Владимиром Александровичем, вошли архитекторы Давид Гримм, Роберт Гёдике, Эрнест Жибер, Рудольф Бернгард, которые во время возведения здания давали консультации и вносили коррективы в проект; большое участие в переработке проекта принял Иван Штром, предложения которого существенно повлияли на композицию осуществлённого храма. Вице-председателем комиссии и ктитором храма был граф Иван Татищев.
Первая панихида по императору Александру II в ещё незавершенном храме была совершена 1 марта 1906 года (в 25-ю годовщину смертельного покушения).
Мозаичные работы на десять лет задержали освящение, которое митрополит Антоний (Вадковский) свершил 19 августа (1 сентября) 1907 года в присутствии императора Николая II и иных членов императорского Дома. Утром к месту торжества под звуки музыки начали прибывать части гвардейских полков и кавалерии столичного гарнизона. Император со свитой прибыл на паровом катере «Петергоф» к пристани у Мраморного дворца. Николай II с супругой сошли на берег и в открытой коляске поехали к храму через Марсово поле. На пути их следования их сопровождала музыка военных оркестров и раскаты приветственного «Ура!». У главного входа в храм встал элитный взвод дворцовых гренадер с золотым знаменем своей роты в золочёной амуниции и высоких медвежьих шапках. По прибытия царя военные оркестры заиграли гимн «Боже, Царя храни». Николай II принял рапорт командующего парадом генерал-адъютанта Данилова, после чего осмотрел почётные караулы. У входа в собор императора встретили председатель Комиссии по строительству великий князь Владимир Александрович, граф Иван Татищев и архитектор Альфред Парланд. Внутри церкви государя ожидал митрополит Санкт-Петербургский и Ладожский Антоний. После этого начался чин освящения храма молебном; после предстояло соорудить и освятить главную принадлежность собора — престол в алтаре. После пения духовного гимна «Святый Боже» и каждения иерарх возложил на свою голову дискос со святыми мощами и возглавил крестный ход вокруг церкви. Гулко зазвонили колокола, из дверей храма выступила процессия с пением «Слава Тебе, Христос Боже» во главе с хором придворной капеллы. Под выносным фонарём с горящей свечой личный камердинер покойного императора Александра II Кондратьев нёс запрестольный крест. Архиерей по мере продвижения торжественной процессии кропил из серебряного сосуда стены храма святой водой. За духовенством шествовал император с императрицей. Заключительный этап освящения престола и храма произошёл внутри в алтаре; окропление стен алтаря на четыре стороны святой водой завершило чин освящения храма Спаса на Крови. После началось служение первой торжественной литургии в храме. Затем митрополит вместе с членами Святейшего Синода направился к сени, под которой находилось сохранённое в неприкосновенности место смертельного ранения Александра II. К ним присоединился император Николай II с родственниками. Митрополит Антоний отслужил литии с провозглашением «Вечной памяти». Возвратившись к алтарю, митрополит закончил литургию. Николай II и всё августейшее семейство причастились, целуя святой крест в руках митрополита, и вышли из освящённой церкви. Под радостные возгласы «Ура» царский кортеж покинул церковную территорию и вернулся у пристани у Мраморного дворца на катер. Император Николай II наградил вице-председателя строительной Комиссии графа Ивана Татищева специальной медалью; благодарностей и наград были удостоены автор проекта памятника архитектор Альфред Парланд и члены Комиссии, а также наиболее отличившиеся специалисты. На память об участии в возведении церкви каждому рабочему были подарены серебряные карманные часы с гербом Российской империи на крышке. Всё строительство обошлось в 4,6 млн рублей.
27 апреля (10 мая) 1908 года митрополит Антоний освятил стоявшую рядом с храмом Иверскую часовню-ризницу, где были собраны иконы, поднесённые в память о кончине Александра II.
При строительстве храма были применены новые технологии строительства, здание храма было полностью электрифицировано. Храм освещали 1689 электроламп. В начале XX века территория вокруг храма Спаса на Крови была реконструирована.

### История до 1917 года
Собор Воскресения Христова был одним из двух, наряду с Исаакиевским собором, храмов Санкт-Петербурга, находившихся на государственном содержании. Собор не был приходским; он находился в ведении Министерства внутренних дел и не был рассчитан на массовые посещения; вход осуществлялся по пропускам. В соборе совершали отдельные службы, посвящённые памяти Александра II и ежедневно произносили проповеди.
6 (19) сентября 1907 года резолюцией митрополита Санкт-Петербургского и Ладожского Антония (№ 8039) настоятелем собора был назначен профессор Пётр Лепорский, который был вскоре рукоположён во пресвитера (протоиерей с 14 (27) октября 1907 года).

С 1909 года клириком, а затем (с 9 августа 1923 года) настоятелем храма был протоиерей профессор Василий Верюжский, ставший в конце 1927 года одним из активистов иосифлянского движения в Ленинграде.
- Храм Спас на Крови после освящения, 1907 год
- Храм Спас на Крови в 1917 году
- Фотография 1917 года

### Советское время
В 1917 году прекратилось поступление казённых денежных средств на содержание храма, в связи с чем Пётр Лепорский обратился к жителям Петрограда со следующими словами: «Храм Воскресения на Крови лишился средств, необходимых для обеспечения в нём богослужений. Причт храма, сооружённого на общие народные средства, решил обратиться к хозяину храма — народу, с приглашением объединиться вокруг храма и по мере сил своих и усердия разделить заботу о поддержании в нём благолепного богослужения. Желающие записаться в число прихожан храма благоволят обращаться к отцу настоятелю протоиерею П. Лепорскому (Невский, 163) или в храме на свечную выручку, и там получат необходимые бланки для заявлений».
В конце 1919 года от отдела юстиции Петросовета поступило распоряжение о формировании при храме Воскресения Христова «двадцатки», то есть прихода. В ответ 2 декабря 1919 года протоиерей Петр Лепорский написал заявление, в котором возражал против такого решения городских властей, «так как храм никогда не был приходским», и, кроме того, «состоит в ведении Наркомата имуществ». Однако 13 декабря 1919 года коллегия по регистрации и охране памятников искусства и старины и отдела имуществ дала разрешение передачи храма «двадцатке», что и было совершено 11 января 1920 года.
С июля 1922 года до 5 июля 1923 года храм принадлежал «Петроградской автокефалии» под управлением епископа Петергофского Николая (Ярушевича), после чего до 9 августа того же года был обновленческим.
С августа 1923 года, после перехода Казанского и Исаакиевского соборов в ведение обновленцев, храм стал кафедральным собором «староцерковной» («тихоновской») Петроградской епархии.
С конца 1927 года и до закрытия храм был центром иосифлянства в Ленинграде — правого течения в Русской церкви, возникшего как оппозиция заместителю Патриаршего Местоблюстителя митрополиту Сергию после издания им «Декларации» о безоговорочной лояльности «нашему Правительству» (коммунистическому режиму).
30 октября 1930 года президиум ВЦИК постановил закрыть храм.
В ноябре 1931 года Областная комиссия по вопросам культов вынесла решение о «целесообразности» разборки храма Спаса на Крови, но решение данного вопроса было перенесено на неопределённый срок. В 1938 году вопрос был поставлен снова и был положительно решён, но с началом Великой Отечественной войны перед руководством города встали совсем другие задачи. В годы блокады в соборе размещали морг, сюда свозили погибших ленинградцев. После войны храм арендовал Малый оперный театр и устроил в нём склад декораций.
В 1961 году в центральном куполе храма был обнаружен немецкий фугасный снаряд. Вероятно, он на излёте пробил свод купола и застрял в перекрытии свода. Никем не замеченный, фугас пролежал в стропилах 18 лет и был случайно обнаружен верхолазами научно-производственных реставрационных мастерских. При осмотре оказалось, что это 240-миллиметровый фугасный снаряд массой около 150 кг. Работы по его обезвреживанию начались под руководством бывшего пиротехника В. И. Демидова утром 28 октября 1961 года, их проводили шесть человек: верхолазы Евгений Касьянов, Вячеслав Коробков, Владимир Майоров, Александр Мацкевич, Владимир Смирнов и бывший сапёр Валентин Николаев. Это была уникальная операция, потребовавшая от своих участников не только мастерства, но и незаурядного самообладания и мужества. При помощи лебёдки снаряд был извлечён, вывезен из города и уничтожен в районе Пулковских высот.
В 1968 году собор был взят под охрану Государственной инспекцией по охране памятников при Главном архитектурно-планировочном управлении, а 20 июля 1970 года было принято решение об организации филиала музея «Исаакиевский собор» в здании бывшего храма Спаса на Крови. Передача храма-памятника на баланс музея состоялась 12 апреля 1971 года. Большую роль в этом событии сыграл директор музея «Исаакиевский собор» Георгий Бутиков. К этому времени собор находился в аварийном состоянии и требовал срочной реставрации.
В 1970-х были выполнены инженерные и общестроительные работы, проведена большая работа по подготовке к реставрации внутреннего убранства. Непосредственно реставрация самого храма началась в начале 1980-х годов, первый её этап закончился в 1997 году.

### Возрождение
19 августа 1997 года, через 90 лет после освящения, музей-памятник «Спас на крови» открылся для посетителей.
23 мая 2004 года митрополитом Санкт-Петербургским Владимиром (Котляровым) в соборе была отслужена первая после более чем 70-летнего перерыва литургия.
21 января 2014 года зарегистрирован приход собора Воскресения Христова (Спас на крови). В настоящее время гармонично уживаются музей и приход в одном соборе. Богослужения совершаются в утреннее время, до начала работы музея, а также вечером, после окончания работы музея. В дневное время собор открыт как музей, осмотр собора происходит в сопровождении экскурсоводов музея.
- Сень над местом ранения Александра II. Под ней сохранена часть мостовой и ограждение набережной, обагрённые кровью царя. Прямо над ней колокольня с большим золотым куполом

## Архитектура и внутреннее убранство

### Купола
Всего храм Спас на крови имеет 9 луковичных глав. В основе композиции компактный четверик, который увенчан пятиглавием.
Центральный купол возвышается на восьмигранном шатре и достигает высоты 81 метра. В основании шатра на его стене имеются восемь продолговатых окон с наличниками в форме кокошников. Вверху шатёр сужается, в нём прорезаны восемь выступов с окошками. Шатёр завершает фонарь, увенчанный луковичной главкой с крестом. Центральный луковичный купол покрыт эмалью в виде трёх закрученных полос: белой, зелёной и синей.
Вокруг шатра расположены четыре луковичных купола, образуя при этом симметричную форму композиции: северо-западный, северо-восточный, юго-западный и юго-восточный. Все четыре купола покрыты цветной эмалью. Северо-западный купол содержит чередующиеся вертикальные синие и зелёные линии. Северо-восточный купол украшен синими и золотыми равносторонними крестами. Юго-западный купол состоит из квадратов синего, зелёного и белого цвета, которые образуют косые линии. Юго-восточный купол украшен помимо белых, синих и зелёных квадратов золотыми ромбами. Эти купола располагаются на невысоких барабанах, имеющих размер, меньший, чем у самих куполов.
В западной части собора, выходя на канал Грибоедова, находится колокольня, завершённая большим золоченым луковичным куполом, что делает её похожей на колокольню Ивана Великого в Московском Кремле. У звонницы имеется восемь арочных проёмов, разделённых колоннами.
Остальные три золоченых купола, меньшие по размерам, располагаются над апсидами в восточной части храма.

### Внешний вид собора
Архитектура храма представляет собой образец позднего этапа эволюции русского стиля. Здание представляет собой собирательный образ русского православного храма, ориентированного на образцы Московского и Ярославского зодчества XVI—XVII веков. Большое влияние на внешний облик храма оказала архитектура московского собора Покрова на Рву.
С внешней стороны на храме сделаны надписи, где перечислены события биографии императора и подчёркнуты достижения России в период правления Александра II.
На западном фасаде под главным куполом выложены мозаики с гербами губерний, областей и городов Российской Империи.
В декоре здания использован разнообразный отделочный материал — кирпич, мрамор, гранит, эмали, позолоченная медь и мозаика.
- Вид с юга
- Вид с востока
- Вид с запада
- Крыльцо
- Вид ночью
- Размещение памятных досок в нижнем ярусе стен снаружи собора
- Первая из биографических мемориальных досок. Содержит запись о рождении будущего царя и посвящение в стихах от Василия Андреевича Жуковского
- Одна из мемориальных досок с перечислением нововведений царя

### Внутреннее убранство собора
Внутри храм представляет собой настоящий музей мозаики, площадь которой составляет 7065 квадратных метров. Мозаика создавалась в мастерской Владимира Фролова по эскизам более 30 художников, среди которых были такие, как Виктор Васнецов, Фирс Журавлёв, Михаил Нестеров, Андрей Рябушкин, Василий Беляев, Николай Харламов. Мозаичная экспозиция Спаса на Крови является одной из крупнейших коллекций в Европе.

## В массовой культуре
В песне Булата Окуджавы «Прощание с новогодней ёлкой» (1966) есть слова: «Ель моя, ель, словно Спас на крови, // Твой силуэт отдалённый // Будто бы след удивлённой любви, // Вспыхнувшей, неутолённой».
В песне «Налетела грусть» Александра Розенбаума, вышедшей на пластинке в 1986 году, упоминается Спас на крови и желание скорее увидеть его обновлённым: «Хочу придать домам знакомый с детства вид. // Мечтаю снять леса со Спаса на крови» (в другом варианте — «Я двадцать лет мечтаю снять леса со Спаса на крови»).
В песне «В городе трёх революций» группы «Чайф» из альбома «Не беда» (1990): «В городе трёх революций снова на месте „Аврора“. // Её починили наверно в надежде на русский авось. // Со Спаса снимают леса и красят заборы. // Спьяну блюёт уважаемый северный гость».
В треке «Вторник» российского хип-хоп исполнителя SALUKI с альбома «На человека» есть такие строчки: «Где мой Спас на крови? // Не собираю кропали // Никого я не любил, но я много кем любим // Забираю все долги, эй».